# Menaud, maître-draveur
Menaud, maître-draveur est un roman de Félix-Antoine Savard, dont la première édition est publiée par la Librairie Garneau en 1937. Il est considéré comme l'un des chefs-d'œuvre du roman du terroir québécois.

## Résumé
L'histoire a lieu dans le rang de Mainsal, comté de Saint-Agnès, Charlevoix. Menaud est un draveur, c'est-à-dire qu'il s'affaire, au printemps, à s'assurer que les billots coupés l'hiver descendent la rivière sans créer d'embâcles. Les autres personnages principaux incluent Marie, fille de Menaud, ainsi que le Délié et le Lucon, deux jeunes draveurs en compétition pour la main de Marie.

## Thèmes
Les thèmes du roman sont principalement la vénération du terroir québécois et sa protection face aux étrangers qui menacent de développer la terre à des fins commerciales non stipulées. Incluant plusieurs expressions traditionnelles québécoises ainsi que des références à la vie d'antan, Menaud, maître-draveur est une référence de la littérature québécoise.

## Récompense
Le livre de Mgr Félix-Antoine Savard partage en 1938 le Prix de la province de Québec (le prix David), avec le roman de Léo-Paul Desrosiers et Damase Potvin.